# Tratado sobre o Poder e o Primado do Papa
O Tratado sobre o Poder e a Primazia do Papa (em latim: Tractatus de Potestate et Primatu Papae) é o sétimo documento credal luterano do Livro de Concórdia. Seu autor, Filipe Melâncton, o completou em 17 de fevereiro de 1537 durante a assembleia de príncipes e teólogos em Esmalcalde.
O Tratado foi ratificado e assinado por esta assembleia como um apêndice à Confissão de Augsburgo, que não possuía um artigo específico tratando do ofício do papado. Definir sua posição sobre o papado era considerado importante pelos luteranos, já que enfrentavam o iminente concílio da igreja que acabaria se reunindo como o Concílio de Trento. Historicamente, o Tratado era considerado parte dos Artigos de Esmalcalde de Lutero, porque ambos os documentos surgiram da assembleia de Esmalcalde e o Tratado foi colocado após os Artigos de Esmalcalde no Livro de Concórdia.

## Conteúdo
Melâncton empregou no Tratado um estilo retórico bastante semelhante ao que utilizou na Apologia da Confissão de Augsburgo, ambos originalmente escritos em latim. Ele usou materiais bíblicos e patrísticos para apresentar e sustentar três pontos principais:
1. O Papa não é o líder da Igreja Cristã nem superior a todos os outros bispos por direito divino.[1]
2. Nem o Papa nem os bispos possuem autoridade civil por direito divino.
3. A afirmação da Bula Unam Sanctam, de que a obediência ao Papa é necessária para a salvação, é inválida porque contradiz a doutrina da justificação pela fé.

Melâncton considerava essas visões como condicionais. Mesmo que o Papa renunciasse às suas pretensões de poder por direito divino, ele poderia mantê-las pelo bem da ordem na igreja por direito humano. A posição de Lutero de que as reivindicações do papado minam o Evangelho é apresentada neste tratado como a posição dos clérigos e dos leigos luteranos, e rapidamente alcançou um status "confessional" ou "simbólico": o ensinamento autoritativo do que viria a ser a Igreja Evangélica Luterana.